# Emprisonnement à perpétuité en Islande
 (janvier 2021).
Si vous disposez d'ouvrages ou d'articles de référence ou si vous connaissez des sites web de qualité traitant du thème abordé ici, merci de compléter l'article en donnant les références utiles à sa vérifiabilité et en les liant à la section « Notes et références ».
L'emprisonnement à perpétuité en Islande constitue la peine la plus sévère prévue par le code pénal islandais.
Il peut être infligé pour meurtre, génocide, prise d'otages qualifiée et pour organisation de guerre contre l'Islande avec des puissances étrangères. En vertu du code pénal militaire, il peut également être infligé en temps de guerre pour mutinerie, désobéissance, lâcheté, trahison et espionnage.
Les détenus condamnés à la prison à vie peuvent bénéficier d'une libération conditionnelle après avoir purgé 16 ans. 